# Fantasma
Fantasma est une super-héroïne soviétique dans l'univers Marvel de la maison d'édition Marvel Comics. Le personnage de fiction apparaît pour la première fois dans le comic book Captain America vol.1 #352. Parfois appelée Fantasia, Fantasma est la contrepartie russe de la Sorcière Rouge chez les Vengeurs.

## Biographie du personnage
En tant qu'agent spécial des Soviets Suprêmes, Fantasma se sert de ses pouvoirs pour que son groupe prenne l'apparence des Vengeurs et attaque les Super-Soldats Soviétiques. Captain America est amené dans le conflit et réussit à calmer la situation, en sauvant la vie de la sorcière.
Elle est plus tard intégrée au Protectorat du Peuple, et combat Hulk et le Panthéon.
Plus récemment, elle a rejoint la Winterguard.

## Pouvoirs et capacités
Fantasma est une sorcière, spécialisée dans les illusions. Elle peut créer des mirages visuels ou auditifs. Elle peut voler et possède d'autres pouvoirs mentaux.